# Elfriede Kaun
Elfriede Kaun (Büttel, Alemania, 5 de octubre de 1914-Kiel, 5 de marzo de 2008) fue una atleta alemana, especialista en la prueba de salto de altura en la que llegó a ser medallista de bronce olímpica en 1936.

## Carrera deportiva
En los JJ. OO. de Berlín 1936 ganó la medalla de bronce en el salto de altura, saltando por encima de 1.60 metros, siendo superada por la húngara Ibolya Csák (oro también con 1.60 m pero en menos intentos) y la británica Dorothy Odam (plata también con 1.60 metros).